# Danski prolaz
Danski prolaz ili Danski tjesnac (dan. Danmarksstrædet; gre. Ikerasak) je morski tjesnac koji se nalazi između otoka Islanda na jugoistoku i Grenlanda na sjeverozapadu.
Skandinavski poluotok nalazi se istočno od ovog prolaza. Danski prolaz povezuje Grenlandsko more, koje je produžetak Arktičkog oceana s Irmingerovim morem koje je dio Atlantskog oceana.
Prolaz je dužine od oko 480 km, a na najširem dijelu je širok oko 290 km.
Najveći svjetski podvodni vodopad, teče niz zapadnu stranu Danskog prolaza i poznat je kao katarakt Danskoga prolaza.
Tijekom Drugoga svjetskog rata, 24. svibnja 1941. godine dogodila se pomorska Bitka u Danskom prolazu kada je njemački bojni brod Bismarck potopio britanski bojni brod HMS Hood, koji je eksplodirao i tom prilikom preživjela su samo trojica od 1,418 članova posade. Osim toga i brod HMS Prince of Wales je ozbiljno oštećen tijekom bitke. Bismarck je ušao u Atlantik preko ovog tjesnaca, ali oštećenja zadobivenih u borbi, u kombinaciji s britanskim zračnim napadima dovela su do njegovoga potonuća tri dana kasnije.

## Vanjske poveznice
|  | Zajednički poslužitelj ima još gradiva o temi Danski prolaz |